# Steve Awodey
Steven M. Awodey  ( /ˈaʊdi/ ; nacido en 1959) es un matemático y lógico estadounidense. Es profesor de Filosofía y Matemáticas en la Universidad Carnegie Mellon.

## Biografía
Awodey estudió matemáticas y filosofía en la Universidad de Marburg y la Universidad de Chicago. Obtuvo su doctorado. de Chicago bajo Saunders Mac Lane en 1997. Es un investigador activo en las áreas de teoría de categorías y lógica, y también ha escrito sobre filosofía de las matemáticas. Es uno de los creadores del campo de la teoría de tipos de homotopía. Fue miembro de la Escuela de Matemáticas del Instituto de Estudios Avanzados en 2012-2013.